# Enneapterygius cheni
Enneapterygius cheni es una especie de pez de la familia Tripterygiidae en el orden de los Perciformes.

## Morfología
• Los machos pueden llegar alcanzar los 2,4 cm de longitud total.

## Hábitat
Es un pez de mar de clima tropical  que vive hasta los 12 m de profundidad.

## Distribución geográfica
Se encuentra en Taiwán y las Islas Ryukyu.